# Římskokatolická farnost Brodek u Přerova
Římskokatolická farnost Brodek u Přerova je územním společenstvím římských katolíků v rámci přerovského děkanátu olomoucké arcidiecéze s farním kostelem Narození svatého Jana Křtitele. 

## Historie
První písemná zmínka o obci je uvedena v Moravských zemských deskách a je datována 20. května 1301. V letech 1301 až 1305 přešla obec do vlastnictví olomouckého kláštera dominikánek a v jejich majetku zůstala do roku 1782.

## Duchovní správci
Od července 2016 je administrátorem excurrendo R. D. ThLic. Tomáš Klíč. 

## Bohoslužby
| Kostel                          | Místo            | Bohoslužba (den)      | Hodina                           | Poznámka     |
| ------------------------------- | ---------------- | --------------------- | -------------------------------- | ------------ |
| Narození svatého Jana Křtitele. | Brodek u Přerova | neděle čtvrtek sobota | 9.15 18.30 7.30 (mimo prázdniny) | Farní kostel |

## Aktivity farnosti
Ve farnosti se pravidelně koná tříkrálová sbírka. V roce 2017 se při ní vybralo 28 118 korun.
V letech 1995 až 2018 vycházel pro všechny farnosti děkanátu Přerov měsíčník Slovo pro každého.